# Augustus FitzRoy, 3.º Duque de Grafton
Augustus Henry FitzRoy, 3.º Duque de Grafton, KG, PC (28 de setembro de 1735 – Euston Hall, 14 de março de 1811), conhecido como Conde de Euston entre 1747 e 1757, foi um nobre e político britânico whig. Foi um dos cinco duques que serviram como primeiro-ministro da Grã-Bretanha, e posteriormente do Reino Unido.
Entrou para o Parlamento em 1756, pelo distrito eleitoral de Boroughbridge. Fez parte do gabinete de Lorde Rockingham e tornou-se primeiro-ministro em 1768, cargo que deixou em 1770.
Era bisneto (em linhagem ilegítima) do Rei Carlos II, através de seu avó o primeiro Duque de Grafton.

## Antecedentes e educação
Ele era filho de Lord Augustus FitzRoy, capitão da Marinha Real, e Elizabeth Cosby, filha do coronel William Cosby, que serviu como governador colonial de Nova York. Seu pai era o terceiro filho do 2º Duque de Grafton e Lady Henrietta Somerset, o que fez de FitzRoy um bisneto do 1º Duque de Grafton e do Marquês de Worcester. Ele era notavelmente um descendente de quarta geração do rei Carlos II e da 1ª duquesa de Cleveland; o sobrenome FitzRoy deriva dessa ilegitimidade. Seu irmão mais novo era o1º Barão de Southampton. Desde a morte de seu tio em 1747, ele foi denominado conde de Euston como o herdeiro aparente de seu avô.
Lord Euston foi educado na Newcome's School em Hackney e na Westminster School, fez o Grand Tour e formou-se na Peterhouse, University of Cambridge.

## Carreira política
Em 1756, ele entrou no Parlamento por Boroughbridge, um pequeno distrito; vários meses depois, ele mudou de distrito para Bury St Edmunds, que era controlado por sua família. No entanto, um ano depois, seu avô morreu e ele sucedeu como 3º duque de Grafton, o que o elevou à Câmara dos Lordes.
Ele se tornou conhecido na política como um oponente de Lord Bute, um dos favoritos do Rei George III. Grafton alinhou-se com o duque de Newcastle contra Lord Bute, cujo mandato como primeiro-ministro foi de curta duração, em grande parte porque se sentiu que os termos de paz que ele havia concordado no Tratado de Paris não eram um retorno suficiente para o desempenho da Grã-Bretanha no Guerra dos Sete Anos.
Em 1765, Grafton foi nomeado Conselheiro Privado; então, após discussões com William Pitt, o Velho, foi nomeado secretário do Norte no primeiro governo de Lord Rockingham. No entanto, ele se aposentou no ano seguinte, e Pitt (então Lord Chatham) formou um ministério no qual Grafton era o primeiro lorde do tesouro, mas não o primeiro-ministro.
A doença de Chatham, no final de 1767, fez com que Grafton se tornasse o líder efetivo do governo (ele é creditado por entrar no cargo de primeiro-ministro em 1768), mas diferenças políticas, o impacto da crise da Córsega e os ataques de " Junius " levaram a sua renúncia em janeiro de 1770. Além disso, em 1768, Grafton tornou-se Chanceler da Universidade de Cambridge. Ele se tornou Lord Privy Seal no ministério de Lord North (1771), mas renunciou em 1775, sendo a favor de uma ação conciliatória para com os colonos americanos. No segundo ministério de Rockingham de 1782, ele foi novamente Lord Privy Seal e continuou no cargo no seguinte ministério de Shelburne até março de 1783.

## Interesses religiosos
Nos anos posteriores, ele foi um unitarista proeminente, sendo um dos primeiros membros da capela inaugural da Essex Street sob o reverendo Theophilus Lindsey quando fundada em 1774. Grafton se associou a vários teólogos anglicanos liberais quando em Cambridge, devotando muito tempo à teologia estudar e escrever após deixar o cargo de primeiro-ministro. Em 1773, na Câmara dos Lordes, ele apoiou um projeto de lei para liberar o clero anglicano da assinatura de todos os trinta e nove artigos. Ele se tornou um defensor da reforma moral entre as classes superiores e da reforma litúrgica. Ele foi autor de:
- Sugestões submetidas à séria atenção do clero, da nobreza e da nobreza, por um leigo (1789);
- Serious Reflections of a Rational Christian from 1788-1797.

Ele foi um patrocinador da Consideração de Richard Watson sobre a conveniência de revisar a liturgia e o artigo da Igreja da Inglaterra (publicada em 1790) e financiou a impressão de 700 cópias da edição de Griesbach do Novo Testamento grego em 1796.